# Diego Pérez (tenista)
Diego Pérez Burín (Montevideo, 9 de febrero de 1962) es un exjugador de tenis uruguayo. Es uno de los mejores tenistas uruguayos de la historia junto a Marcelo Filippini y Pablo Cuevas.
Se convirtió en profesional en 1981 y en 1984 alcanzó el puesto n.º 27 del ranking mundial, la segunda mejor posición para un tenista uruguayo hasta el momento, después de Pablo Cuevas. En 1985 alcanzó su primera final en un torneo de ATP en el Torneo de Buenos Aires donde perdió en la final ante Martín Jaite. Más tarde en ese mismo año conseguiría su único título profesional en la modalidad de sencillos en la ciudad francesa de Burdeos, sobre canchas de polvo de ladrillo. En dobles ganó otros 3 títulos de nivel ATP.
Su juego estaba muy adaptado a las canchas lentas y jugaba pocos torneos sobre canchas rápidas. Su mejor actuación en un Grand Slam fue en 1992 en Roland Garros donde alcanzó la cuarta ronda tras superar en la rueda anterior a Richard Krajicek, luego perdiendo ante el sueco Nicklas Kulti. Entre las victorias más resonantes de su carrera se encuentran aquellas ante Guillermo Vilas, Yannick Noah, Boris Becker y Jim Courier, a quien venció en el torneo de Kitzbuhel 1992 cuando este era el n.º 1 del mundo y venía de ganar el Abierto de Francia de ese año.
Es también, junto a Marcelo Filippini, el jugador uruguayo con más victorias en sencillos para el Equipo uruguayo de Copa Davis.

## Títulos (4; 1+3)

### Individuales (1)
| Leyenda                |
| Grand Slam (0)         |
| Tennis Masters Cup (0) |
| ATP Masters Series (0) |
| ATP Tour (1)           |

| N.º | Fecha                    | Torneo  | Superficie    | Oponente en la final | Resultado |
| --- | ------------------------ | ------- | ------------- | -------------------- | --------- |
| 1.  | 16 de septiembre de 1985 | Burdeos | Tierra batida | Jimmy Brown          | 6-4 7-6   |

### Finalista en individuales (1)
- 1985: Buenos Aires (pierde ante Martín Jaite)

#### Clasificación en torneos del Grand Slam
| Torneo               | 1993 | 1992 | 1991 | 1990 | 1989 | 1987 | 1986 | 1985 | 1984 | 1983 | 1982 | 1981 | Títulos |
| -------------------- | ---- | ---- | ---- | ---- | ---- | ---- | ---- | ---- | ---- | ---- | ---- | ---- | ------- |
| Abierto de Australia | 1R   | -    | 1R   | -    | -    | -    | -    | -    | -    | -    | -    | -    | 0       |
| Roland Garros        | 1R   | 4R   | 2R   | 3R   | 2R   | 1R   | 2R   | 1R   | 1R   | 2R   | 2R   | 3R   | 0       |
| Wimbledon            | 1R   | -    | -    | 1R   | -    | -    | -    | -    | -    | -    | -    | -    | 0       |
| US Open              | -    | -    | -    | -    | 1R   | 3R   | 1R   | 2R   | 1R   | -    | -    | -    | 0       |

### Dobles (3)
| Leyenda                |
| Grand Slam (0)         |
| Tennis Masters Cup (0) |
| ATP Masters Series (0) |
| ATP Tour (3)           |

| N.º | Fecha                    | Torneo    | Superficie    | Pareja            | Oponentes en la final            | Resultado |
| --- | ------------------------ | --------- | ------------- | ----------------- | -------------------------------- | --------- |
| 1.  | 14 de septiembre de 1981 | Palermo   | Tierra batida | José Luis Damiani | Jaime Fillol Belus Prajoux       | 1-6 4-6   |
| 2.  | 9 de noviembre de 1992   | Sao Paulo | Dura          | Francisco Roig    | Christer Allgardh Carl Limberger | 6-2 7-6   |
| 3.  | 22 de agosto de 1994     | Umag      | Tierra batida | Francisco Roig    | Karol Kučera Paul Wekesa         | 6-2 6-4   |

### Finalista en dobles (10)
- 1985: Buenos Aires (Tierra batida) (junto a Eduardo Bengoechea pierden ante Martín Jaite / Christian Miniussi)
- 1986: Stuttgart (Tierra batida) (junto a Mansour Bahrami pierden ante Hans Gildemeister / Andrés Gómez)
- 1986: París (Carpeta Indoor) (junto a Mansour Bahrami pierden ante Peter Fleming / John McEnroe)
- 1987: Ginebra (Tierra batida) (junto a Mansour Bahrami pierden ante Ricardo Acioly / Luiz Mattar)
- 1987: Itaparica (Dura) (junto a Jorge Lozano pierden ante Sergio Casal / Emilio Sánchez)
- 1988: Guaruja (Dura) (junto a Javier Frana pierden ante Ricardo Acuña / Luke Jensen)
- 1988: Barcelona (Tierra batida) (junto a Claudio Mezzadri pierden ante Sergio Casal / Emilio Sánchez)
- 1990: Florencia (Tierra batida) (junto a Luiz Mattar pierden ante Sergi Bruguera / Horacio De La Peña)
- 1991: San Marino (Tierra batida) (junto a Christian Miniussi pierden ante Jordi Arrese / Carlos Costa)
- 1992: Guaruja (Dura) (junto a Francisco Roig pierden ante Christer Allgardh / Carl Limberger)